# Комбинација

## Комбинације без понављања
У комбинаторици, сваки подскуп од k (k ≤ n) различитих елемената скупа С од n елемената зове се комбинација без понављања k-те класе од n елемената. Поредак елемената није важан у комбинацијама: два подскупа која имају исте елементе у другачијем поретку чине исту комбинацију. Број од k комбинација C(n, k) скупа који има n елемената је:
{\displaystyle C_{k}^{n}={n \choose k}={\frac {n!}{k!(n-k)!}}={\frac {n\cdot (n-1)\cdots (n-k+1)}{k\cdot (k-1)\cdots 1}},\quad n\geq k\geq 0,\quad (n,k)\in N},
{\displaystyle {n \choose k}={\frac {P(n,k)}{P(k,k)}},}
{\displaystyle P(n,k)={\frac {n!}{(n-k)!}}},
(види факторијел)
следи:
{\displaystyle {n \choose k}={\frac {n!}{k!\cdot (n-k)!}}.}
Такође, број {\displaystyle \quad {n \choose k}\quad } назива се биномни коефицијент. Треба уочити да се {\displaystyle C_{k}^{n}} може решити коришћењем Паскаловог троугла.

### Пример
Један добар пример за разумевање израчунавања броја комбинација без понављања је игра на срећу лото. На пример, да бисмо израчунали укупан број комбинација лотоа у ком се од 39 могућих бројева извлачи 7 бројева, примењујемо формулу:
{\displaystyle C_{7}^{39}={39 \choose 7}={\frac {39\cdot (39-1)\cdots (39-7+1)}{7\cdot (7-1)\cdots 1}}=}
{\displaystyle ={\frac {39\cdot 38\cdot 37\cdot 36\cdot 35\cdot 34\cdot 33}{7\cdot 6\cdot 5\cdot 4\cdot 3\cdot 2\cdot 1}}={\frac {77.519.922.480}{5.040}}=15.380.937}
Дакле, вероватноћа добитка на лотоу на ком се погађа 7 од 39 бројева је мања од 1 према 15 милиона.

## Комбинације са понављањем
Комбинације k-те класе од n елемената код којих се један елемент може до k пута понављати зову се комбинације с понављањем k-те класе од n елемената. Број комбинација с понављањем је:
{\displaystyle {\bar {C}}_{k}^{n}={\bar {C}}_{k}^{n+k-1}={n+k-1 \choose k}\quad },
уз услов: {\displaystyle n\geq k\geq 0,\ (n,k)\in N}.